# Petula Clark
Petula Clark, (Surrey, Engleska, 15. studenog 1932.) britanska je pjevačica, glumica i skladatelj svjetski poznata po svojoj izvedbi skladbe iz 1960., Downtown. 
Ploča s ovom skladbom, prodana je u 70 milijuna kopija širom svijeta, tako da je po tom kriteriju, Petula najuspješnija britanska ženska pjevačica.

## Životopis
Rođena je od oca engleza i majke velšanke u mjestu Ewell, Surrey, Engleska, mala Petula je već kao dijete pjevala je zboru mjesne crkve u gradiću Kingston upon Thames.
Još za ratnih vremena 1942., napravila je svoj prvi radijski debi na BBC u emisiji posvećenoj britanskim vojnicima na bojišnicima širom svijeta, otpjevavši im pjesmu Mighty Lak a Rose. 
Nakon toga postala je britanska inačica, američke zvijezde Shirley Temple, mala tinejdžerska zvijezda i maskota britanskog RAF-a. Nastupala je širom Britanije, s glumicom i voditeljicom Julie Andrews na priredbama za brojne britanske i američke vojnike.
Tako ju je 1944., za nastupa u Londonskom Royal Albert Hallu, otkrio filmski redatelj Maurice Elvey,i dao joj ulogu u ratnoj drami Medal for the General.  Nakon toga slijedila je njena karijera filmske glumice u sljedećim filmovima;  Strawberry Roan, I Know Where I'm Going!, London Town,  Here Come the Huggetts, Vice Versa (redatelj Peter Ustinov) i   The Card (redatelj Alec Guinness).
Od 1946., Petula nastupa na nacionalnoj britanskoj televiziji ( BBC ) u raznoraznim emisijama, a 1966. i 1972. – 74. imala je i vlastite emisije; This is Petula Clark  i The Sound of Petula.
Od 1949., Petula Clark intenzivno snima ploče, prva u nizu bila je "Put Your Shoes On, Lucy," snimljena za kompaniju EMI. Pedesetih godina prošlog stoljeća snimila je seriju uspješnica; "The Little Shoemaker" (1954), "Majorca" (1955), "Suddenly There's a Valley" (1955) i "With All My Heart" (1956). 
U ovom razdoblju Petula je izdavala ploče i na američkom tržištu, ali tamo nije imala nikakvog uspjeha. 

#### Internacionalna karijera
Godine 1958., Petula Clark je pozvana da nastupi u pariškoj Olimpiji. Publika ju je odlično prihvatila, tako da je od tad otpočela Petulina Francuska karijera. 
Postala je osobna prijateljica francuske estradne zvijezde Sache Distela, s kojim je nastupala na brojnim koncertima i TV emisijama po Francuskoj i Belgiji. U ovom razdoblju Petula je postala u pravom smislu internacionalna zvijezda, pojavljivala se je na brojnim europskim televizijama, i u brojnim koncertnim dvoranama od Njemačke, Španjolske do Italije. 
Ona se i udala u Francuskoj (1961.)  za Claude Wolffa ( izdavača ), tako da je njezina francuska karijera bila logičan nastavak njezina privatnog života.
No nastavila je snimati u Britaniji; tako je pjesma "Sailor" postala njen prvi hit broj 1 hit u Britaniji. Slijedile su uspješnice;  "Romeo", "My Friend the Sea",  "Ya Ya Twist" (skladba Lee Dorseya),  "Chariot"  i "I Will Follow Him" ( 1962. ).

#### Uspjeh s pjesmomDowntown
Godine 1964. izdala je svoju najveću uspješnicu Downtown, na četiri jezika istodobno (engleski, francuski, njemački, talijanski). Nakon toga stala je nizati hitove tijekom čitavog razdoblja šesdesetih godina. 
Naročito je bila uspješna na američkom tržištu, tako je osobiti uspjeh požnjela sa;  "I Know a Place", "My Love (vlastita skladba)", "A Sign of the Times", "I Couldn't Live Without Your Love", "This Is My Song (ovo je bila naslovna pjesma iz filma Charlesa Chaplina: Grofica iz Hong Konga, 1967.), i "Don't Sleep in the Subway".
- Za uspjehe na američkom tržištu dobila je nagradu  Grammy 1964. (za "Downtown") i 1965.  (kao najbolja ženska izvedba za "I Know a Place").

- 1964., Petula Clark, upustila se u nove vode, skladala je glazbu za francuski kriminalistički film  A Couteaux Tirés, film nije baš uspio, ali Petula je ovladala novim znanjem.

U periodu 1960. – 70., Petula Clark postala je superstar, pjevala je po brojnim koncertnim dvoranama, ali i eksluzivnim klubovima širom amerike, gostovala u brojnim TV emisijama, snimala brojne reklamne spotove, pojavljivala se čak i na reklamnim plakatima za Coca Colu.
Pred kraj šesdesetih, vratila se filmu, snimivši dva glazbena filma; Finian's Rainbow  
(1968.) s partnerom Fred Astairom, i Goodbye, Mr. Chips (1969.) s Peter O'Tooleom. 
Njezin posljednji britanski film bio je Never, Never Land (1980.)

#### Karijera nakon "Downtowna"
Već 1954., Petula Clark, se pojavila na kazališnoj pozornici u izvedbi The Constant Nymph, ali do 1981., nije radila ništa (zbog podizanja djece), a onda se vratila kazalištu u mjuziklima; Maria von Trapp i The Sound of Music u Londonskom West Endu. Od tada njezina karijera vezana je uz muzički teatar s obje strane Atlantika. 
1983., nastupila je kao Candida u predstavi Candida (George Bernard Shaw), pa u
mjuziklima; Someone Like You, Blood Brothers( debi na newyorškom Broadwayu, 1988. – 9 ), pa u Sunset Boulevard ( Andrew Lloyd Webber 1993. ). Uglavnom njezina karijera se kreće po pozornicama čitavog anglosaksonskog svijeta ( Irska, Kanada, Novi Zeland, Amerika, Australija ).
- 1998., Petula Clark je odlikovana od strane britanske kraljice Elizabete II visokim ordenom Commander of the British Empire, za zasluge Ujedinjenom Kraljevstvu.

## Filmografija
- Medal for the General (1944.)
- Strawberry Roan (1945.)
- Murder in Reverse (1945.)
- I Know Where I'm Going! (1945.)
- Trouble at Townsend (1946.)
- London Town (1946.)
- Vice Versa (1948.)
- Easy Money (1948.)
- Here Come the Huggetts (1948.)
- Vote for Huggett (1949.)
- The Huggetts Abroad (1949.)
- Don't Ever Leave Me (1949.)
- The Romantic Age (1949.)
- Dance Hall (1950.)
- White Corridors (1951.)
- Madame Louise (1951.)
- The Card (1952.)
- Made in Heaven (1952.)
- The Runaway Bus (1954.)
- The Gay Dog (1954.)
- The Happiness of Three Women (1954.)
- Track the Man Down (1955.)
- That Woman Opposite (1957.)
- 6.5 Special (1958.)
- À Couteaux Tirés (1964.)
- Finian's Rainbow (1968.)
- Goodbye, Mr. Chips(1969.)
- Drôles de Zèbres (1977.)
- Never, Never Land (1980.)
- Sans Famille (1981. francuska televizijska miniserija)

#### Long play ploče na listama popularnosti S.A.D. i Ujedinjenog Kraljevstva
- Downtown (1965.) S.A.D. broj 21
- I Know A Place (1965.) S.A.D. broj 42
- Petula Clark Sings The World's Greatest International Hits (1965.) S.A.D. broj 129
- A Sign of the Times/My Love (1966.) S.A.D. broj 68
- I Couldn't Live Without Your Love (1966) Ujedinjeno Kraljevstvo broj 11 / S.A.D. broj 43
- Petula Clark's Hit Parade (1967.) Ujedinjeno Kraljevstvo broj 18
- Color My World/Who Am I (1967.) S.A.D. broj 49
- These Are My Songs (1967.) Ujedinjeno Kraljevstvo broj 38 / S.A.D. broj 27
- The Other Man's Grass Is Always Greener (1968) Ujedinjeno Kraljevstvo broj 37 / S.A.D. broj 93
- Petula (1968.) S.A.D. broj 51
- Finian's Rainbow (1968.) S.A.D. broj 90
- Petula Clark's Greatest Hits, Vol. 1 (1969.) S.A.D. broj 57
- Portrait Of Petula (1969.) S.A.D. broj 37
- Goodbye, Mr. Chips (1969.) S.A.D. broj 164
- JS.A.D.t Pet (1969.) S.A.D. broj 176
- Memphis (1970.) S.A.D. broj 198
- Warm And Tender (1971.) S.A.D. broj 178
- 20 All Time Greatest (1977.) Ujedinjeno Kraljevstvo broj 18
- The Ultimate Collection (2002.) Ujedinjeno Kraljevstvo broj 18
- Then & Now: The Very Best of Petula Clark (2008.) Ujedinjeno Kraljevstvo broj 17

#### Singl ploče na listama popularnosti u SAD i Ujedinjenom Kraljevstvu
- 1954.: "The Little Shoemaker" Ujedinjeno Kraljevstvo broj 7
- 1955.: "Majorca" Ujedinjeno Kraljevstvo broj 12
- 1955.: "Suddenly There's A Valley" Ujedinjeno Kraljevstvo broj 7
- 1957.: "With All My Heart" Ujedinjeno Kraljevstvo broj 4
- 1957.: "Alone (Why MS.A.D.t I Be Alone)" Ujedinjeno Kraljevstvo broj 8
- 1958.: "Baby Lover" Ujedinjeno Kraljevstvo broj 12
- 1961.: "Sailor" Ujedinjeno Kraljevstvo broj 1
- 1961.: "Something Missing" Ujedinjeno Kraljevstvo broj 44
- 1961.: "Romeo" Ujedinjeno Kraljevstvo broj 3
- 1961.: "My Friend The Sea" Ujedinjeno Kraljevstvo broj 7
- 1962.: "I'm Counting On You" Ujedinjeno Kraljevstvo broj 41
- 1962.: "Ya Ya Twist" Ujedinjeno Kraljevstvo broj 14
- 1963.: "Casanova/I Will Follow Him|Chariot" Ujedinjeno Kraljevstvo broj 39
- 1964.: "Downtown" Ujedinjeno Kraljevstvo broj 2 / S.A.D. broj 1 (Zlatna)
- 1965.: "I Know A Place" Ujedinjeno Kraljevstvo broj 17 / S.A.D. broj 3
- 1965.: "You'd Better Come Home" Ujedinjeno Kraljevstvo broj 44 / S.A.D. broj 22
- 1965.: "Round Every Corner" Ujedinjeno Kraljevstvo broj 43 / S.A.D. broj 21
- 1965.: "You're The One" Ujedinjeno Kraljevstvo broj 23/S.A.D. broj 4
- 1965.: My Love" Ujedinjeno Kraljevstvo broj 4 / S.A.D. broj 1
- 1966.: "A Sign Of The Times" Ujedinjeno Kraljevstvo broj 49 / S.A.D. broj 11
- 1966.: "I Couldn't Live Without Your Love" Ujedinjeno Kraljevstvo broj 6 / S.A.D. broj 9
- 1966.: "Who Am I" S.A.D. broj 21
- 1967.: "Colour My World" Ujedinjeno Kraljevstvo broj 16 / S.A.D. broj 16
- 1967.: "This Is My Song" Ujedinjeno Kraljevstvo broj 1 / S.A.D. broj 3
- 1967.: "Don't Sleep in the Subway" Ujedinjeno Kraljevstvo broj 12 / S.A.D. broj 5
- 1967.: "The Cat In The Window (The Bird In The Sky)" S.A.D. broj 26
- 1968.: "The Other Man's Grass (Is Always Greener)" Ujedinjeno Kraljevstvo broj 20 / S.A.D. broj 31
- 1968.: "Kiss Me Goodbye" Ujedinjeno Kraljevstvo broj 50 / S.A.D. broj 15
- 1968.: "Don't Give Up" S.A.D. broj 37
- 1968.: "American Boys (Take Good Care of Your Heart)" S.A.D. broj 59
- 1969.: "Happy Heart" S.A.D. broj 62
- 1969.: "Look At Mine" S.A.D. broj 89
- 1969.: "No One Better Than You" S.A.D. broj 93
- 1971.: "The Song Of My Life" Ujedinjeno Kraljevstvo broj 32
- 1972.: "I Don't Know How to Love Him" Ujedinjeno Kraljevstvo broj 47
- 1972.: "My Guy" S.A.D. broj 70
- 1972.: "The Wedding Song (There Is Love)" S.A.D. broj 61
- 1982.: "Natural Love" S.A.D. broj 66
- 1988.: "Downtown '88" Ujedinjeno Kraljevstvo broj 10

#### Singl ploče francuska izdanja
sve su bile na poziciji broj broj 1:
- "Romeo" (1961.)
- "Ya Ya Twist" (1962.)
- "Chariot" ("I Will Follow Him") (1962.)
- "Cœur blessé" (1963.)
- "C'est Ma Chanson" ("This is My Song") (1967.)

#### Singl ploče njemačka izdanja
- "Monsieur" (1962., broj 1)
- "Casanova Baciami" (1963., broj 2)
- "Cheerio" (1963., broj 6)
- "Mille Mille Grazie" (1963., broj 9)
- "Mit Weissen Perlen" (1964., broj 17)
- "Downtown" (1964., German version, broj 1)
- "Kann Ich Dir Vertrauen" (1966., broj 17)
- "Verzeih Die Dummen Tränen" (1966., German version of "My Love", broj 21)
- "Love, So Heisst Mein Song" (1967., German version of "This is My Song", broj 23)

## Vanjske poveznice
- Službene stranice